# PH2
PH2, também conhecida como KIC 12735740 ou Kepler-86, é uma estrela da classe G, localizada na constelação de Cygnus. Tem aproximadamente o mesmo tamanho e a mesma temperatura que o Sol.

## Sistema planetário
A 3 de janeiro de 2013, pessoas que faziam parte do projeto Planet Hunters detectaram um suposto planeta ligeiramente maior que Júpiter denominado de "PH2 b" (ou "Kepler-86b") a orbitar a uma distância da estrela considerada habitável. O planeta é muito grande para conter vida, mas pode conter luas com características semelhantes às da Terra.